# Frontera entre Kenya i Uganda
La frontera entre Kenya i Uganda és la línia fronterera de 933 kilòmetres, en sentit Nord-Sud, que separa Uganda de Kenya.

## Traçat
La frontera està orientada de nord a sud, amb Uganda a l'oest i Kenya a l'est. Comença al trifini entre ambdós estats amb Sudan del Sud, continua al nord-est amb el Parc Nacional de la Vall de Kidepo, passa pel mont Elgon i acaba a la costa nord-est del llac Victòria que separa ambdós països de Tanzània. (1° 00′ 00″ S, 33° 55′ 00″ O / 1°S,33.916667°O).
Hi ha dos punts de creuament a Busia i a Malaba.

## Història
Una breu crisi va enfrontar els dos països en desembre de 1987 a causa del transport de mercaderies ugandeses a través de la frontera. Va ser tancada breument per les autoritats kenyanes. Els incidents provocaren la mort de 15 ugandesos abans de la trobada entre els presidents Daniel Arap Moi i Yoweri Museveni a Malaba va permetre l'elaboració de mesures per posar fi a la crisi i reobrir la frontera L'illa de Migingo, situada al llac Victòria, es troba al cor d'una querella entre ambdós estats en 2008-2009. Considerada com a kenyana des de 1926, tanmateix és reivindicada per Uganda per tal d'aprofitar els lucratius drets de pesca. Aquesta disputa es decideix a favor de Kenya.